# Johann Friedrich König (Politiker)
Johann Friedrich König (* 8. Juni 1772 in Annelsbach; † 15. April 1832 ebenda) war ein hessischer Landwirt und Politiker und Abgeordneter der 2. Kammer der Landstände des Großherzogtums Hessen.
Johann Friedrich König war der Sohn des Gemeindsmanns Hieronymus König und dessen Ehefrau Anna Agatha. König, der evangelischen Glaubens war, war Landwirt in Annelsbach und heiratete am 25. Oktober 1792 in Höchst im Odenwald Anna Margaretha, geborene Hoferbert.
Von 1826 bis 1830 gehörte er der Zweiten Kammer der Landstände an. Er wurde für den Wahlbezirk Starkenburg 10/Breuberg-Höchst gewählt. In den Ständen vertrat er liberale Positionen.